# Carregal
Carregal est une freguesia (le plus petit échelon de collectivité territoriale) du Portugal. Avec 510 habitants et une superficie de 19,73 km², elle a une densité de population de 25,8 hab/km².